# Tapissierspand

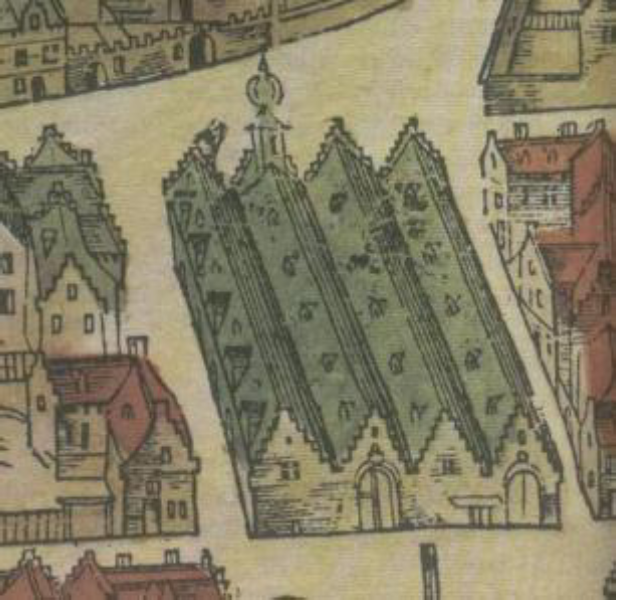
Het Tapissierspand zoals afgebeeld op het stadsplan van Vergilius Bononiensis, ca. 1565

Het Tapissierspand (1555-1829) was een permanente verkoop- en tentoonstellingsruimte voor wandtapijten, gelegen te Antwerpen op de plaats van de huidige Bourlaschouwburg. Van 1709 tot 1829 kreeg het pand een nieuwe functie als eerste gesloten theaterzaal van de stad.
Het gebouw werd opgetrokken begin jaren 1550 op initiatief van keizer Karel V. Het Antwerpse stadsbestuur en de ondernemer Gilbert van Schoonbeke traden op als bouwheer en financier. Van Schoonbeke koos als locatie de schuttershoven, met de bedoeling om er een nieuwe stadsdeel tot ontwikkeling te brengen.
Zijn eenvoudige bakstenen pand was een indrukwekkende 37 meter breed en 80 meter lang. Op het driebeukige gelijkvloers waren individuele winkelstallen gegroepeerd rond een centrale ruimte. Ze werden verhuurd per vierkante voet na toewijzing bij lottrekking. Op de verdieping was een grote hal waar de tapijten uitgerold konden worden tentoongesteld. Na de ingebruikname in 1555 vormde het pand enige tijd de spil van de Europese handel in kostbare wandtapijten uit de Lage Landen. Onder de strakke leiding van de pandmeester werden er wandtapijten verhandeld en ook toebehoren zoals wol, zijde, kleurstoffen en kartons. Het was verboden om buiten het pand handel te drijven.
Tijdens de Spaanse Furie (1576) werd het Tapissierspand geplunderd. De Spaanse soldaten gingen aan de haal met talloze kostbare wandtapijten. Nauwelijks hadden de tapissiers zich van deze slag hersteld, of ze werden geconfronteerd met het Beleg van Antwerpen door Alexander Farnese. De handel werd een tweetal jaar geblokkeerd. Antwerpen verloor zijn positie als internationaal knooppunt, en er kwam een abrupt einde aan de gecentraliseerde tapijtenhandel. Nochtans bleef het tapissierspand nog open tot rond 1650.
Na decennia leegstand kreeg het in 1709 een nieuwe bestemming als theaterzaal, op vraag van de stedelijke liefdadigheidsinstellingen. De aalmoezeniers van de Camer van den Huysarmen en de Heilige Geestmeesters van de Tafel van de Heilige Geest lieten er hun eigen toneeltroep en andere gezelschappen spelen om inkomsten te werven.
Na de grote stadsbrand van 1746 werd het pand omgebouwd tot een meer geschikte spektakelruimte. In 1829 moest het uiteindelijk plaats ruimen voor het Théâtre royal français (later omgedoopt tot Bourlaschouwburg).

## Voetnoten
1. 1 2  Allison Celia Evans (2012), Het Tapissierspand: Interpreting the Success of the Antwerp Tapestry Market in the 1500s (Dissertatie Duke University)
2. ↑  Caroline Luypaers (2001), «Le Goût pour les spectacles est tellement devenu à la mode…». Spektakelcultuur in het achttiende-eeuwse Antwerpen (Scriptie KU Leuven)